# Сент-Мор, Бенуа де

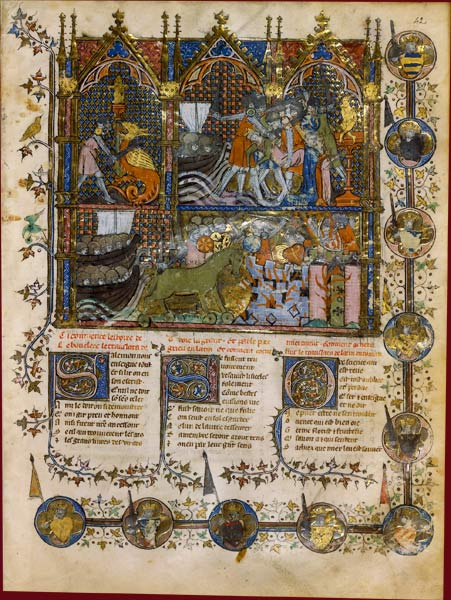
Подвиги Ясона. Миниатюра парижской рукописи «Романа о Трое», XIV в.

Бенуа де Сент-Мор (фр. Benoît de Sainte-Maure, ум. между 1173 и 1180) — французский хронист и поэт-трувер, придворный историограф Генриха II Плантагенета. Автор «Романа о Трое», «Хроники герцогов Нормандских» и «Романа об Энее».

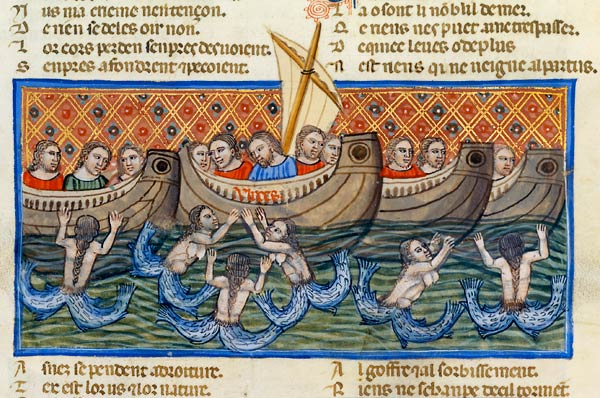
Корабли греков. Миниатюра венецианской рукописи «Романа о Трое», 1340—1350 гг.

## Жизнь и труды

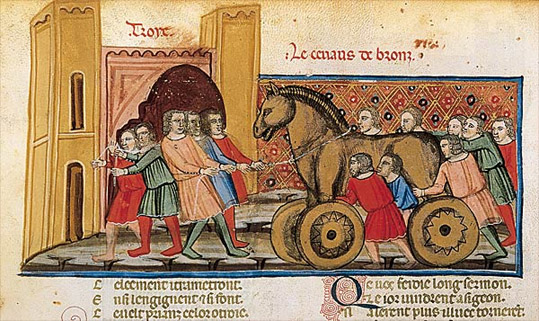
Троянский конь. Миниатюра венецианской рукописи «Романа о Трое», 1340—1350 гг.

Биографических сведений немного, вероятно, являлся уроженцем г. Сент-Мор между Шиноном и Лошем в Турени, лингвистические исследования подтверждают его южнофранцузское происхождение. В XII веке Турень входила в состав владений английского короля Генриха II, получившего её в качестве приданого за своей женой Алиенорой Аквитанской. Семья его жила в Англии довольно долгое время, поэтому применительно к французам он употребляет эпитет «они». 
Его современник нормандский поэт Вас называет его «мэтром Бенуа» (Maistre Beneeit), однако само по себе наличие эпитета maître ещё не свидетельствует об университетском образовании. Возможно, он был монахом в Мармутье, близ Тура.
Своё полное имя Бенуа указал лишь в одном из своих сочинений — стихотворном «Романе о Трое», причём лишь в одной строке — 132-й (Beneeit de Sainte-More), в строках же 2065, 5093 и 19207-й он именует себя просто «Бенуа» (Beneeit), как и в своей «Хронике герцогов Нормандских». 

### «Роман о Трое»

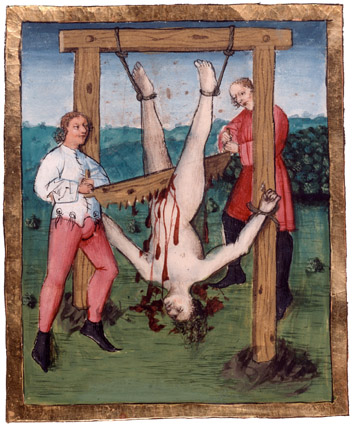
Казнь пророка Исайи. Миниатюра венской рукописи «Романа о Трое», 1470 г.

«Роман о Трое» (Roman de Troie) был написан Бенуа около 1165 года и посвящён королеве Алиеноре, которая покровительствовала автору. Это объёмистое стихотворное произведение, состоящее из более 30 000 строк, написано на старофранцузском языке октосиллабическим стихом с использованием парных рифм. Помимо «Метаморфоз» Овидия, в основу него легли латинские пересказы гомеровских поэм, в том числе «История разрушения Трои» (лат. De exidio Trojae historia) Дарета Фригийского и «Хроника Троянской войны» (лат. Ephemeris belli Trojani) Диктиса Критского. 
По мнению исследователя и издателя его трудов французского филолога Леопольда Констанса, свою расширенную версию троянских сказаний Бенуа основывает именно на «Повести о разрушении Трои» Дарета, которого большинство современных авторов считают вымышленным автором.
Не приходится удивляться, что сюжет об истории разрушения древней Трои заинтересовал Генриха II Плантагенета и его двор. Благодаря хитроумным выкладкам хронистов, уже в XII веке британские короли считались потомками легендарного Брута Троянского, учитывая, что в романе Бенуа доминирует не прогреческая,
а протроянская точка зрения на описываемые события. Но в новой обработке Бенуа этого расхожего сюжета королевских придворных привлекало и другое: с одной стороны, смелый полёт вымысла с обилием экзотики и фантастических деталей, с другой, детализированное описание, наряду с географическими и историческими подробностями, походов, сражений и осад. Сделав заявку на энциклопедичность, Бенуа не только пересказал содержание «Илиады», но и изложил предысторию Троянской войны — поход аргонавтов, любовь Язона и Медеи, похищение Елены, дипломатические переговоры накануне войны и т. д. А рассказывая о государстве амазонки Пентезилеи, суммировал географические и исторические сведения о Ближнем Востоке.
Главное место в романе занимает описание битв, каковых насчитывается не менее 24-х, причём 13 описаны особенно подробно, а также военных советов и переговоров. Присутствует в книге и любовная линия, но сюжетообразующей роли не играет. Выводя различные пары, в частности, (Ясона и Медею, Париса и Елену, Брисеиду и двух её воздыхателей, Ахилла и Поликсена, Одиссея и Цирцею, Гектора и Андромаху, Бенуа саму любовь трактует пессимистично, так как следствием её являются лишь беспокойство, непостоянство, несчастье и предательство. 
Невзирая на скептические взгляды на непостоянную женскую природу, автору удаётся наметить индивидуализированные образы своих героинь. Это ветреная Брисеида, давшая обет верности Троилу, но позволившая увлечь себя Диомеду, это пылкая, но одновременно робкая, Медея, неспособная побороть вспыхнувшую в ней любовь к Ясону, наконец, это Поликсена, как бы ощущающая трагический финал своей любви к Ахиллу. Эти три любовных истории не занимают в романе много места, однако Бенуа именно здесь проявил не только свой неутомимый поэтический талант и изобретательность, но и попытки создать индивидуализированный характер.
В начале XIII века гессенский стихотворец Гербарт фон Фрицлер предпринял немецкую переделку «Романа о Трое» Бенуа, а во второй половине того же столетия появляются его прозаические версии. Расширенный вариант прозаического «Романа о Трое», который в некоторых списках называется «Историей разрушения великой Трои», сохранился в почти 60-ти рукописях XII—XV веков, и, возможно, был использован при составлении латинской компиляции Гвидо да Колумны, оказав влияние на иноязычные версии сюжета. В XIV веке роман переведён был в Византии на среднегреческий язык под названием «Троянская война».
Академическое издание романа было осуществлено в 1904—1912 годах в Париже в шести томах под редакцией вышеназванного Л. Констанса.

### «Роман об Энее»
Около 1174 года «Роман об Энее» (Roman d’Eneas) Бенуа пересказан был немецким миннезингером Генрихом фон Фельдеке в поэме «Энеида» (Eneit).

### «Хроника герцогов Нормандских»
Стихотворная «Хроника герцогов Нормандских» (La Chronique des ducs de Normandie), состоящая из 44 542 или 44 544 строк, была написана Бенуа около 1175 года по распоряжению короля Генриха II и по своему сюжету являлась продолжением «Романа о Роллоне» (Roman de Rou) Робера Васа. 
В задачу Бенуа входило описать историю герцогов Нормандских до правления Генриха II включительно. Однако его рифмованная хроника так и осталась незавершенной. Она начинается с краткого очерка космографических представлений того времени, в основе которых лежат труды Плиния Старшего, Аврелия Августина и Исидора Севильского, далее повествует о происхождении норманнов, их морских походах, а завершается правлением Генриха I. Рассказ о Роллоне и основании герцогства Нормандия предваряется очерком датских вторжений и приключений Хастинга и его дружины. Упоминается Бенуа и Древняя Русь под названием «Роси» (Rosie), описанная как остров, однако источник подобных географических представлений остаётся неизвестным.
Сведения до 1002 года заимствованы Бенуа главным образом из «Истории норманнов» Дудо Сен-Кантенского, далее автор следует «Деяниям герцогов Нормандии» Гийома Жюмьежского и «Деяниям Вильгельма, герцога норманнов и короля англов» Гийома из Пуатье, после «Хронике деяний норманнов во Франкии» Ламберта из Сент-Омера, а затем «Церковной истории» Ордерика Виталия.
Хроника была опубликована Ф. Мишелем в 3-х томах в Париже в 1836—1844 годах. В XIX столетии вокруг её авторства развернулась дискуссия, некоторые участники которой высказывали мнение, что существовало в XII веке существовало два поэта по имени Бенуа, один из которых написал «Роман о Трое», а другой «Хронику герцогов Нормандских», однако лингвистический анализ текста этих сочинений доказывает, что они принадлежат перу одного автора.

## Интересные факты
- Версия Троянской войны Бенуа де Сент-Мора послужила источником для «Троянской истории» (Historia destructionis Troiae, 1287) итальянского поэта Гвидо де Колумна[16].
- Эпизод с Троилом и Крессидой из романа Бенуа послужил Джованни Боккаччо источником при написании лирической поэмы «Филострато», возможно, в итальянском переводе Биндуччо делло Шелто. Этот сюжет — любовь Троила и Брисеиды, дочери прорицателя Калхаса (переименованной Боккаччо в Крисеиду).
- «Филострато» вдохновила Джеффри Чосера на поэму «Троил и Крисеида»[9], а через него и Шекспира на пьесу «Троил и Крессида».